# Nazionale maschile di football americano della Romania
La nazionale di football americano della Romania è la selezione maggiore maschile di football americano della Federazione Rumena di Football Americano, che rappresenta la Romania nelle varie competizioni ufficiali o amichevoli riservate a squadre nazionali.

## Risultati
Legenda: Grassetto: Risultato migliore, Corsivo: Mancate partecipazioni

## Dettaglio stagioni

### Amichevoli
| Stagione | Vin | Par | Per | Tot | PF | PS | avversaria |
| -------- | --- | --- | --- | --- | -- | -- | ---------- |
| 2012     | 0   | 0   | 1   | 1   | 0  | 62 | Turchia    |
| Totale   | 0   | 0   | 1   | 1   | 0  | 62 |            |

Fonte: americanfootballitalia.com

### Riepilogo partite disputate
| Anno          | Luogo    | Evento     | Fase del torneo | Incontro          | Risultato |
| 5 maggio 2012 | Clinceni | Amichevole |                 | Romania - Turchia | 0 - 62    |

## Confronti con le altre Nazionali
Questi sono i saldi della Romania nei confronti delle Nazionali incontrate.

### Saldo negativo
| Nazionale | Giocate | Vinte | Pareggiate | Perse | PF | PS | Ultima vittoria | Ultimo pari | Ultima sconfitta |
| --------- | ------- | ----- | ---------- | ----- | -- | -- | --------------- | ----------- | ---------------- |
| Turchia   | 1       | 0     | 0          | 1     | 0  | 62 | -               | -           | 2012             |